# 戈雷尼亚村-波利亚内市镇
戈雷尼亚村-波利亚内市镇是斯洛文尼亞西部的一個市镇，行政中心为戈雷尼亞村。市镇面积为153.3平方公里，2002年人口数量为6,877人。
該區名稱來自兩大聚落戈雷尼亞村與波利亞內。

## 外部連結
- 官方网站  （斯洛文尼亚文）
- Municipality of Gorenja Vas–Poljane on Geopedia （页面存档备份，存于）